# 福井県立武生高等学校
福井県立武生高等学校（ふくいけんりつ たけふこうとうがっこう、英: Fukui Prefectural Takefu High School）は、福井県越前市八幡にある公立の高等学校。通称は「武高（ぶこう）」。
旧制中学校時代から地域の教育を担ってきた伝統校。図書館に旧藩校「進修校」の四書五経が所蔵されている。

## 概要
全日制（修業年限3年制）
旧制中学校時代から地域の教育を担ってきた福井県嶺北南部地域を代表する進学校。図書館には旧藩校「進修教校」の四書五経などの書籍が所蔵されている。スーパーサイエンスハイスクール (SSH) に指定されている。現在は嶺南地域の敦賀市から通う生徒も少なくない。
定時制（修業年限4年制）
2019年（平成31年／令和元年）の課程改編で、昼間部の4時間と午前特設授業の2時間の授業体制となっている。
特設授業を履修・修得することで、3年間で卒業することも可能。

## 設置学科
全日制
- 普通科
- 探究進学科（※探究理科と探究文科の総称）

定時制（昼間・午前特設授業）
- 普通科

## 校訓
- 真理と正義を愛して学問に精励し、人格の完成につとめる。
- 謙譲と敬愛の精神をもって自主的、積極的に己を尽くす。
- 勤労と責任を重んじ、自由にして明朗な社会人としての成長を期する。

## 沿革

### 全日制
- 1948年（昭和23年） - 福井県立武生中学校、福井県立武生高等女学校、武生町立高等女学校等の統合により発足。普通・家庭・商業・工業の4課程を設定。
- 1959年（昭和34年） - 工業課程は武生工業高等学校として分離独立。
- 1965年（昭和40年） - 武生商業高校新設に伴い商業科募集停止。定時制池田分校を転換し、全日制池田分校を設置。
- 1969年（昭和44年） - 理数科設置。
- 1998年（平成10年） - 葵講堂完成。
- 2008年（平成20年） - 平成20～24年度、文部科学省からスーパーサイエンスハイスクール (SSH) の指定を受ける。
- 2013年（平成25年） - 平成25〜29年度、文部科学省からスーパーサイエンスハイスクール (SSH) の指定を受ける。
- 2018年（平成30年） - 平成30〜34年度、文部科学省からスーパーサイエンスハイスクール (SSH) の指定を受ける。
- 2020年（令和2年） - 池田分校閉校。理数科募集停止、探究進学科を新設。

### 定時制
- 1948年（昭和23年） - 本校と今庄分校に夜間定時制課程、粟田部、上池田の各分校に昼間定時制課程が設けられる。
- 1951年（昭和26年） - 今庄分校閉校
- 1954年（昭和29年） - 粟田部分校募集停止
- 1965年（昭和40年） - 池田分校を全日制に転換
- 1995年（平成7年） - 定時制課程を年度進行で単位制にし、昼間部を新設
- 1998年（平成10年） - 定時制課程で学年制最後の卒業式
- 2010年（平成22年） - 半年毎の単位認定や後期編入試験開始
- 2017年（平成29年） - 夜間部の募集停止
- 2019年（平成31年／令和元年） - 夜間部がなくなり、昼間部のみとなる。

## 校歌
作詞：佐藤春夫、作曲：大中寅二

## 部活動
運動部と文化部あわせて29の部活動が活動している。
運動部
- 弓道部
- 野球部
- 陸上部
- 剣道部
- 山岳部
- 柔道部
- 卓球部
- サッカー部
- バドミントン部
- ソフトテニス部
- ソフトボール部
- ハンドボール部
- バレーボール部
- バスケットボール部

文化部
- 囲碁部
- 演劇部
- 合唱部
- 写真部
- 将棋部
- 書道部
- 茶道部
- 文芸部
- 邦楽部
- 美術部
- 放送部
- 吹奏楽部
- グローバルサイエンス部
- オーケストラ部
- 百人一首・かるた部

## 学校行事
- 4月 - 入学式、春季遠足
- 5月 - 防火防災訓練、SC科学講演会
- 6月 - 合唱コンクール
- 7月 - 球技大会、オープンスクール
- 9月 - 学校祭（文化祭・体育祭）
- 10月 - マラソン大会、修学旅行（2年）、秋季遠足（1・3年）、SSH全体講演会
- 12月 - 球技大会（1・2年）、武高アカデミア
- 3月 - 卒業式

## 最寄駅
- ハピラインふくい線 武生駅
- 福井鉄道福武線 たけふ新駅、北府駅

## 池田分校
1948年（昭和23年）に旧上池田村青年学校校舎跡を利用して定時制の福井県立武生高等学校上池田分校として開設された。1956年（昭和31年）従来の家庭科単科から普通科に変更、その後、1965年（昭和40年）より全日制となった。2001年（平成13年）からは池田町立池田中学校との連携型中高一貫教育を行ってきた。

しかし、全体の生徒数が減少したのに加え、池田町出身の生徒が交通事情の改善により減少し、代わって不登校経験者などの進学が増加したため、武生高校本校と鯖江高校両校定時制を2017年以降に不登校経験者の受け皿にできる昼間定時制へ一本化することへの兼ね合いなどから、2017年（平成29年）度をもって募集停止、2019年（平成31年／令和元年）度の廃校が決定した。

## 著名な卒業生

### 政治・実業
- 中西敏憲（政治家、衆議院議員、南満州鉄道理事）
- 三木勅男（政治家、医師）
- 若泉征三（政治家、衆議院議員、財務大臣政務官兼復興大臣政務官）
- 山本拓（政治家、自由民主党衆議院議員）
- 杉本博文（政治家、池田町長）
- 奈良俊幸（政治家、越前市長）
- 米澤光治（政治家、敦賀市長）
- 高橋衛（官僚、経済企画庁長官、初代国税庁長官、台北州知事）
- 小倉武一（官僚、農林事務次官）
- 田中節夫（官僚、警察庁長官）
- 中山光輝（財務官僚、金融官僚）
- 田中三郎（外交官、駐キューバ大使、内閣情報調査室次長）
- 内藤豊次（実業家、エーザイ創業者）
- 巽外夫（実業家、住友銀行頭取、イトマン事件の処理に尽力）
- 倉内憲孝（実業家、住友電気工業代表取締役社長、日本電線工業会会長、JR西日本取締役会長）
- 伊藤雅彦（実業家フジクラ社長、元日本電線工業会会長）
- 市橋浩治（実業家、ENBUゼミナール代表取締役、映画プロデューサー）
- 藤田晋（実業家、サイバーエージェント創業者・社長、新経済連盟副代表理事）
- 竹中直純（実業家、IT技術者・経営者、未来検索ブラジル創業者・社長、東京産業新聞社社長）
- 出川昌人（実業家、ブラックロック日本法人社長）
- 岩崎聡（実業家、株式会社ウォンツ代表取締役社長）
- 義元孝司（実業家・篤農家・農業コンサルタント、福井六次産業農業協同組合代表理事組合長）

### 学術
- 大久保道舟（仏教学者、駒澤大学総長）
- 内藤雅雄（インド史学者、東京外国語大学名誉教授）
- 猪飼隆明（歴史学者、大阪大学名誉教授）
- 土山實男（国際政治学者、青山学院大学名誉教授、国際安全保障学会顧問）
- 田中俊明（朝鮮古代史、古代日朝関係史学者、滋賀県立大学名誉教授）
- 加藤和夫（言語学者、金沢大学名誉教授）
- 鷲田豊明（経済学者、お笑い芸人、上智大学名誉教授、元環境経済・政策学会副会長）
- 城戸常雄（医学者、神経内科、内科専門医）
- 大島堅一（環境経済学者、立命館大学教授、大阪府特別参与）
- 鷲田祐一（経営学者、一橋大学教授、日本マーケティング学会副会長）

### 文化
- 久里洋二（洋画家・漫画家・イラストレーター）
- 杉本一文（銅版画家・イラストレーター）
- 嶋津蓮（漫画家・イラストレーター）
- 三代目岩野平三郎（越前和紙職人）
- 土田ヒロミ（写真家）
- 南部英夫 （映画監督）
- 石川真介（推理作家）
- 牧野惇（映像作家・ミュージック・ビデオ監督）
- 前田鎌利（書家）
- 山本力矢（建築家、SANAAパートナー）
- 中野博之（漫画編集者、週刊少年ジャンプ第11代目編集長）
- 関弘美（東映アニメーションアニメプロデューサー）
- 三好基晴（随筆家・臨床環境医）

### 報道・芸能
- 白崎あゆみ（北陸放送アナウンサー）
- 森本曜子（フリーアナウンサー）
- 天谷ゆか（フリーアナウンサー）
- 堀内くみ子（フリーアナウンサー）
- 中道詩織（福井テレビアナウンサー）
- 小川恵理子（タレント）
- 堀川ひとみ（シンガーソングライター）
- 代田雅揮（オカリナ奏者）
- せりかな（シンガーソングライター）
- 松原正樹[2]（ギタリスト）
- 白木裕子（ディスクジョッキー・歌手、ナチュラル ハイボーカル）
- 片山享 - 俳優
- 飯田洋輔 - 劇団四季俳優

### スポーツ
- 前田喜代士（元プロ野球選手）
- 牧野伸（元プロ野球選手）

### その他
- 清水規矩（陸軍軍人、陸軍中将）

## 著名な教職員
- 西村謙三（教育者・郷土史家）- 旧制武生中学校校長
- 瀧澤又市（教育者）- 旧制武生中学校校長
- 三田村甚三郎（実業家・政治家）- 旧制武生女子実業学校創立者
- 岩田久二雄（昆虫学者・生態学者）- 旧制武生高等女学校教諭
- 可児藤吉（群集生態学者）- 旧制武生中学校臨時講師
- 椿原泰夫（教育者・政治活動家）- 武生高等学校教諭
- 吉村治広（教育者、大阪音楽大学教授）- 武生高等学校教諭